# Vida (Fernsehserie)
Vida ist eine US-amerikanische Fernsehserie, die am 6. Mai 2018 auf dem Pay-TV-Sender Starz ihre Premiere feierte. Sie wurde von der Kurzgeschichte Pour Vida des amerikanischen Schriftstellers Richard Villegas Jr. inspiriert.
Am 12. Juni 2018 gab Starz bekannt, eine zweite Staffel bestellt zu haben, deren Starttermin auf den 23. Mai 2019 festgelegt wurde. Die Staffel soll zudem als Video-on-Demand veröffentlicht werden.
Fünf Tage nach Ausstrahlung der zweiten Staffel gab Starz bekannt, dass die Serie fortgeführt werden wird. Die dritte Staffel, die nach Senderangaben auch die letzte sein wird, feierte am 26. April 2020 ihre Premiere.

## Handlung

### Staffel 1
Emma und Lyn Hernandez sind zwei Schwestern aus Los Angeles mit mexikanischen Wurzeln. Die beiden haben sich schon eine Weile nicht mehr gesehen, als sie die Nachricht vom Tod ihrer Mutter Vidalia (die meistens nur Vida genannt wurde) erhalten. Sie begeben sich zu ihrem ehemaligen Zuhause, das im Viertel Boyle Heights liegt. Emma fühlt sich auf Vidas Gedenkgottesdienst unwohl, während ihre Schwester froh ist, ihre Jugendliebe Johnny wiederzusehen. In der Kirche treffen Emma und Lyn auf eine junge Frau namens Cruz sowie auf Vidalias Mitbewohnerin Eddy. Als Johnny erwähnt, dass Eddy eigentlich Vidas Ehefrau war, wird Emma wütend, was Lyn nicht nachvollziehen kann. Zudem hat Vida in ihrem Testament verfügt, dass die Besitzrechte ihrer Bar zu 30 Prozent an Eddy vererbt werden, die restlichen 70 sollen Emma und Lyn unter sich aufteilen. Die beiden sind sich einig, die Bar zu verkaufen, stoßen dabei aber auf den Widerstand von Eddy.
Als Emma erfährt, dass auf der Bar eine von einem Kredithai bewilligte, praktisch unbezahlbare Hypothek liegt, gerät sie in Streit mit Eddy, die von den finanziellen Problemen ihrer verstorbenen Partnerin wusste, die Bar aber auch nicht wegen ihrer Erinnerungen an die Zeit mit Vida verkaufen möchte. Neben den Geldproblemen ihrer Mutter beschäftigt Emma auch ihre eigene Sexualität, der sie sich nicht sicher ist. Nach einer Verabredung mit einer nicht-binären Person freundet sie sich mit Cruz an. Sie verlieben sich, allerdings erleidet Emma, als sie zum ersten Mal Sex haben wollen, eine Panikattacke und offenbart, dass Vida ihre eigene Homosexualität hinter einer homophoben Fassade verbarg. Deshalb schickte sie Emma in ihrer Kindheit zu einer strengen, konservativen Tante nach Texas, da sie die sexuelle Neigung ihrer Tochter erahnte und unterbinden wollte.
Währenddessen haben Lyn und Johnny, der verlobt ist und bald Vater wird, miteinander eine Affäre, seine Schwester Marisol verrät die beiden an Karla, Johnnys Lebensgefährtin. Lyn trifft, nachdem Johnny ihre Verbindung beendet hat, auf einen reichen Mann, der sie auf eine Party in den Hollywood Hills einlädt. Dort setzt sie sich zum ersten Mal seit Langem mit ihrer Herkunft auseinander, da die Haushälterin wie sie eine Latina ist und aufgrund dessen von ihrem Vorgesetzten beleidigt wird.
Marisol wird nach einem Treffen von Anti-Gentrifizierung-Aktivisten, auf die sie häufig geht, von ihrem Schwarm Tlaloc angesprochen. Dieser überredet sie, ihn oral zu befriedigen, was er heimlich filmt, das Video sendet er später an die gesamte Nachbarschaft.

## Produktion
Laut der Showrunnerin Tanya Saracho gaben die Verantwortlichen von Starz eine Serie in Auftrag, die von der sogenannten gentefication, also der Gentrifizierung in lateinamerikanischen Vierteln, handeln sollte. Deshalb setzte Saracho, die selbst in Mexiko geboren wurde, für Vida einen (fast vollkommen weiblichen) Autorenstab zusammen, in dem alle Beteiligten einen lateinamerikanischen Hintergrund haben. Zudem wurden Frauen mit ebendiesen Wurzeln als Casting-Direktorin, Komponistin und Filmeditorin eingestellt.
Die LGBT-Repräsentation war Sarachos Vorschlag, die sich als Queer identifiziert.
In der Serie wird häufig Spanglish gesprochen, diese Vermischung von Englisch und Spanisch findet sich ebenso in vielen von Saracho verfassten Theaterstücken wieder. Das Code-Switching, also das Wechseln der Sprachen innerhalb der Sätze, welches die Charaktere häufig betreiben, ist bei US-Amerikanern mit lateinamerikanischem Hintergrund oft anzutreffen, auch bei Saracho selbst, die in Texas aufwuchs.

## Besetzung
Die Synchronisation der Serie wurde bei der Film- & Fernseh-Synchron nach Dialogbüchern von Klaus Hüttmann und Änne Troester unter der Dialogregie von Hüttmann erstellt.

### Hauptfiguren
| Rolle           | Schauspieler      | Hauptrolle | Synchronsprecher                                               |
| --------------- | ----------------- | ---------- | -------------------------------------------------------------- |
| Lyn Hernandez   | Melissa Barrera   | 1.01–3.06  | Kaya Marie Möller (Staffel 1) Patrizia Carlucci (ab Staffel 2) |
| Emma Hernandez  | Mishel Prada      | 1.01–3.06  | Antje von der Ahe                                              |
| Eddy Martínez   | Ser Anzoategui    | 1.01–3.06  | Almut Zydra                                                    |
| Marisol Sanchez | Chelsea Rendon    | 1.01–3.06  | Maximiliane Häcke                                              |
| Johnny Sanchez  | Carlos Miranda    | 1.01–3.06  | Jacob Weigert                                                  |
| Cruz            | Maria Elena Laas  | 1.01–2.03  | Katrin Zimmermann                                              |
| Nico            | Roberta Colindrez | 2.03–3-06  | Manja Doering                                                  |

### Nebenfiguren
| Rolle          | Schauspieler            | Nebenrolle            | Synchronsprecher     |
| -------------- | ----------------------- | --------------------- | -------------------- |
| Doña Lupe      | Elena Campbell-Martínez | 1.01–3.06             | Karin Grüger         |
| Tlaloc Medina  | Ramses Jimenez          | 1.02–2.07             | Max Felder           |
| Nelson Herrera | Luis Bordonada          | 1.01–3.06             | Jesco Wirthgen       |
| Yoli           | Elizabeth De Razzo      | 1.03–3.04             | Ronja Peters         |
| Doña Tita      | Renée Victor            | 1.03, 1.05, 2.03–2.04 | Kornelia Boje        |
| Rocky          | Adelina Anthony         | 1.01–3.05             | Dana Friedrich       |
| Karla          | Erika Soto              | 1.01–3.05             | Marie-Isabel Walke   |
| Lucky / Femme  | Vanessa Giselle         | 1.06, 2.01            |                      |
| Baco           | Raúl Castillo           | 2.02, 2.04, 2.09–2.10 | Michael Deffert      |
| Rudy           | Adrian Gonzalez         | 2.03–3.06             | Matthias Deutelmoser |

## Episodenliste

### Staffel 1
| Nr. (ges.) | Nr. (St.) | Deutscher Titel | Originaltitel | Erstausstrahlung USA | Deutschsprachige Erstausstrahlung (D) | Regie                      | Drehbuch                     |
| ---------- | --------- | --------------- | ------------- | -------------------- | ------------------------------------- | -------------------------- | ---------------------------- |
| 1          | 1         | Episode 1       | Episode 1     | 6. Mai 2018          | 2. Juni 2018                          | Alonso Ruizpalacios        | Tanya Saracho                |
| 2          | 2         | Episode 2       | Episode 2     | 13. Mai 2018         | 2. Juni 2018                          | So Yong Kim                | Tanya Saracho & Santa Sierra |
| 3          | 3         | Episode 3       | Episode 3     | 20. Mai 2018         | 2. Juni 2018                          | Rashaad Ernesto Green      | Evangeline Ordaz             |
| 4          | 4         | Episode 4       | Episode 4     | 27. Mai 2018         | 2. Juni 2018                          | Rose Troche                | Chelsey Lora                 |
| 5          | 5         | Episode 5       | Episode 5     | 3. Juni 2018         | 4. Juni 2018                          | Catalina Aguilar Mastretta | Mando Alvarado               |
| 6          | 6         | Episode 6       | Episode 6     | 10. Juni 2018        | 11. Juni 2018                         | Rose Troche                | Tanya Saracho                |

### Staffel 2
| Nr. (ges.) | Nr. (St.) | Deutscher Titel | Originaltitel | Erstausstrahlung USA | Deutschsprachige Erstausstrahlung (D) | Regie                      | Drehbuch                         |
| ---------- | --------- | --------------- | ------------- | -------------------- | ------------------------------------- | -------------------------- | -------------------------------- |
| 7          | 1         | Episode 7       | Episode 7     | 26. Mai 2019         | 23. Mai 2019                          | Catalina Aguilar Mastretta | Tanya Saracho                    |
| 8          | 2         | Episode 8       | Episode 8     | 26. Mai 2019         | 23. Mai 2019                          | Catalina Aguilar Mastretta | Evangeline Ordaz                 |
| 9          | 3         | Episode 9       | Episode 9     | 2. Juni 2019         | 23. Mai 2019                          | Jenée LaMarque             | Nancy C. Mejia & Jenniffer Gomez |
| 10         | 4         | Episode 10      | Episode 10    | 2. Juni 2019         | 23. Mai 2019                          | Jenée LaMarque             | Chelsey Lora                     |
| 11         | 5         | Episode 11      | Episode 11    | 9. Juni 2019         | 23. Mai 2019                          | Gandja Monteiro            | Nancy C. Mejia & Elena Crevello  |
| 12         | 6         | Episode 12      | Episode 12    | 9. Juni 2019         | 23. Mai 2019                          | Gandja Monteiro            | Mando Alvarado                   |
| 13         | 7         | Episode 13      | Episode 13    | 16. Juni 2019        | 23. Mai 2019                          | Jenée LaMarque             | Gladys Rodriguez                 |
| 14         | 8         | Episode 14      | Episode 14    | 16. Juni 2019        | 23. Mai 2019                          | Jenée LaMarque             | Esti Giordani                    |
| 15         | 9         | Episode 15      | Episode 15    | 23. Juni 2019        | 23. Mai 2019                          | Nancy C. Mejia             | Tanya Saracho & Mando Alvarado   |
| 16         | 10        | Episode 16      | Episode 16    | 23. Juni 2019        | 23. Mai 2019                          | Tanya Saracho              | Tanya Saracho                    |

### Staffel 3
| Nr. (ges.) | Nr. (St.) | Deutscher Titel | Originaltitel | Erstausstrahlung USA | Deutschsprachige Erstausstrahlung (D) | Regie          | Drehbuch                                        |
| ---------- | --------- | --------------- | ------------- | -------------------- | ------------------------------------- | -------------- | ----------------------------------------------- |
| 17         | 1         | -               | Episode 17    | 26. Apr. 2020        | -                                     | Jenée LaMarque | Tanya Saracho & Taylor Orci Idee: Tanya Saracho |
| 18         | 2         | -               | Episode 18    | 3. Mai 2020          | -                                     | Jenée LaMarque | Gladys Rodriguez                                |
| 19         | 3         | -               | Episode 19    | 10. Mai 2020         | -                                     | Jenée LaMarque | Lindsey Villarreal                              |
| 20         | 4         | -               | Episode 20    | 17. Mai 2020         | -                                     | Tanya Saracho  | Esti Giordani                                   |
| 21         | 5         | -               | Episode 21    | 24. Mai 2020         | -                                     | Tanya Saracho  | Jenniffer Gómez                                 |
| 22         | 6         | -               | Episode 22    | 31. Mai 2020         | -                                     | Tanya Saracho  | Tanya Saracho                                   |

## Rezeption
In der Internet Movie Database erhielt die Serie eine Bewertung von 7,1 aus zehn Sternen basierend auf 2.001 abgegebenen Stimmen. Auf Rotten Tomatoes beträgt die Kritiker-Wertung der ersten, zweiten und dritten Staffel jeweils 100 Prozent, die Zuschauer-Bewertung 74, 83 und 60 Prozent. Bei Metacritic bewerteten Kritiker die drei Staffeln mit je 75, 82 und 83 von 100, die Zuschauer mit 6,3 beziehungsweise 6,4 von zehn.

## Auszeichnungen und Nominierungen (Auswahl)
GLAAD Media Award
- 2019: Auszeichnung in der Kategorie Beste Comedy-Serie[16]
- 2020: Nominierung in der Kategorie Beste Comedy-Serie[17]

South by Southwest 2018
- Publikumspreis in der Kategorie Fernsehserie[18]

Imagen Award 2019
- Nominierung in der Kategorie Bester Nebendarsteller in einer Fernsehserie, für Ser Anzoategui[19]